# Smerinthus saliceti
Smerinthus saliceti är en fjärilsart som beskrevs av Jean Baptiste Boisduval 1875. Smerinthus saliceti ingår i släktet Smerinthus och familjen svärmare. Inga underarter finns listade i Catalogue of Life.

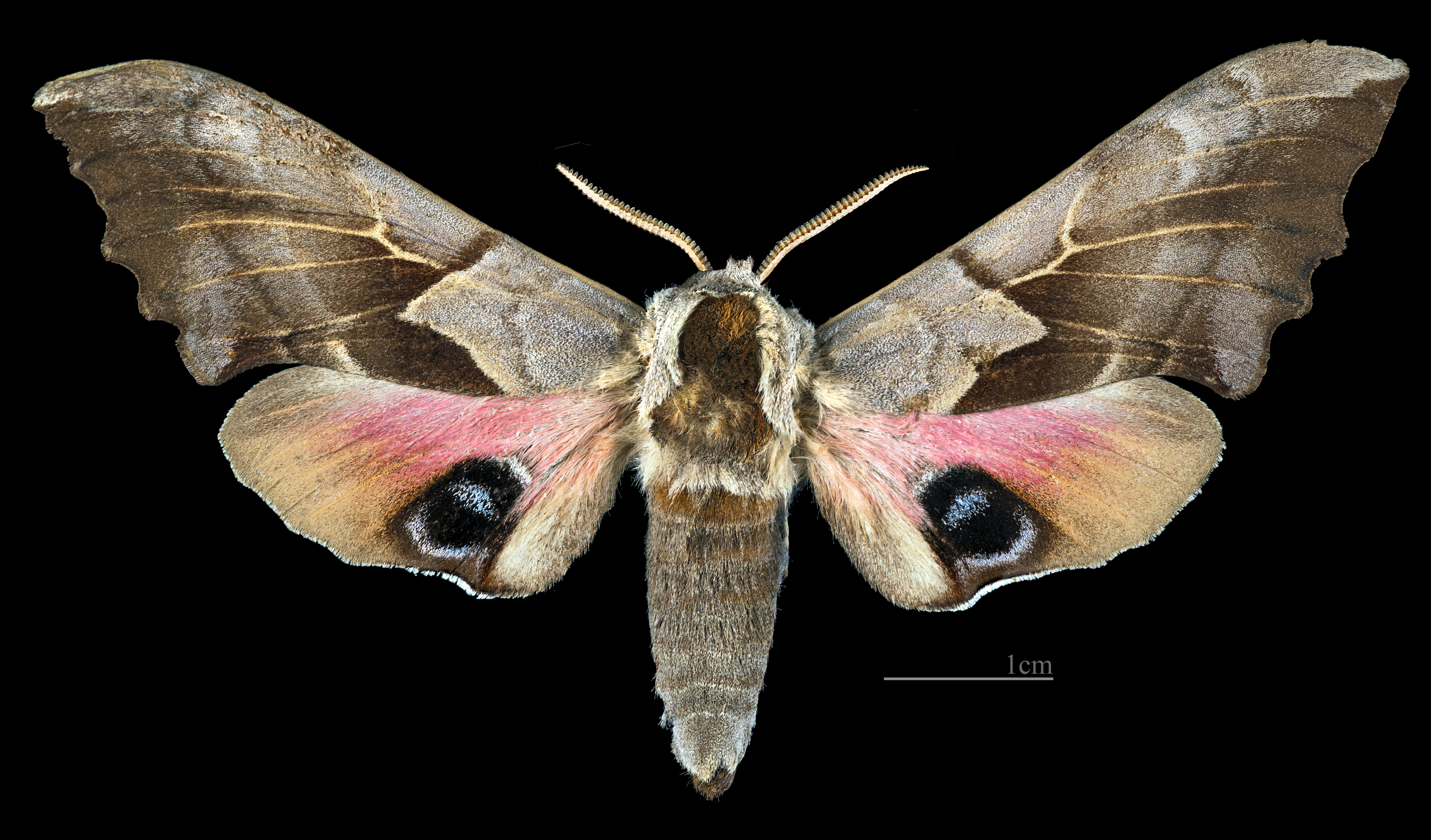
♂
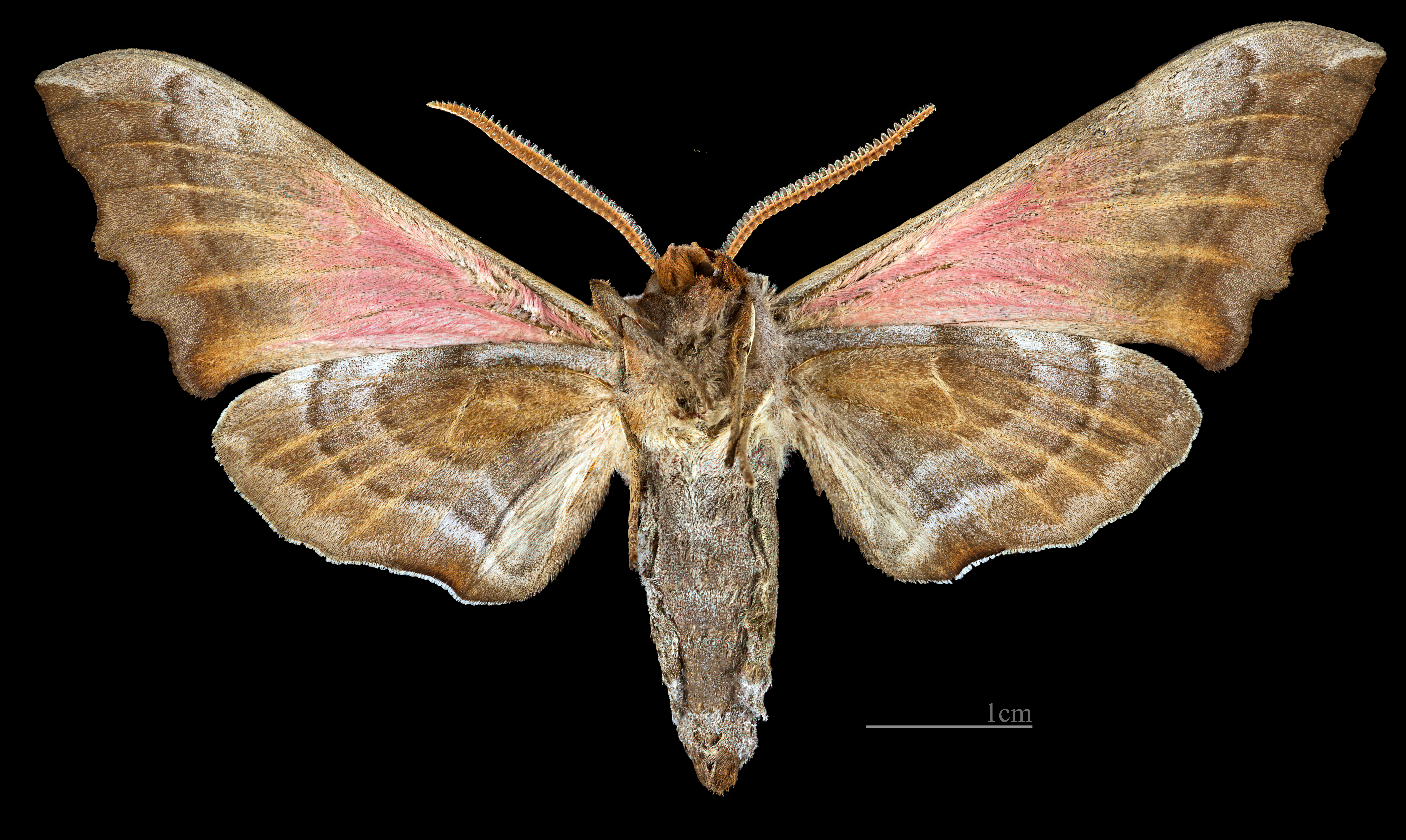
♂ △
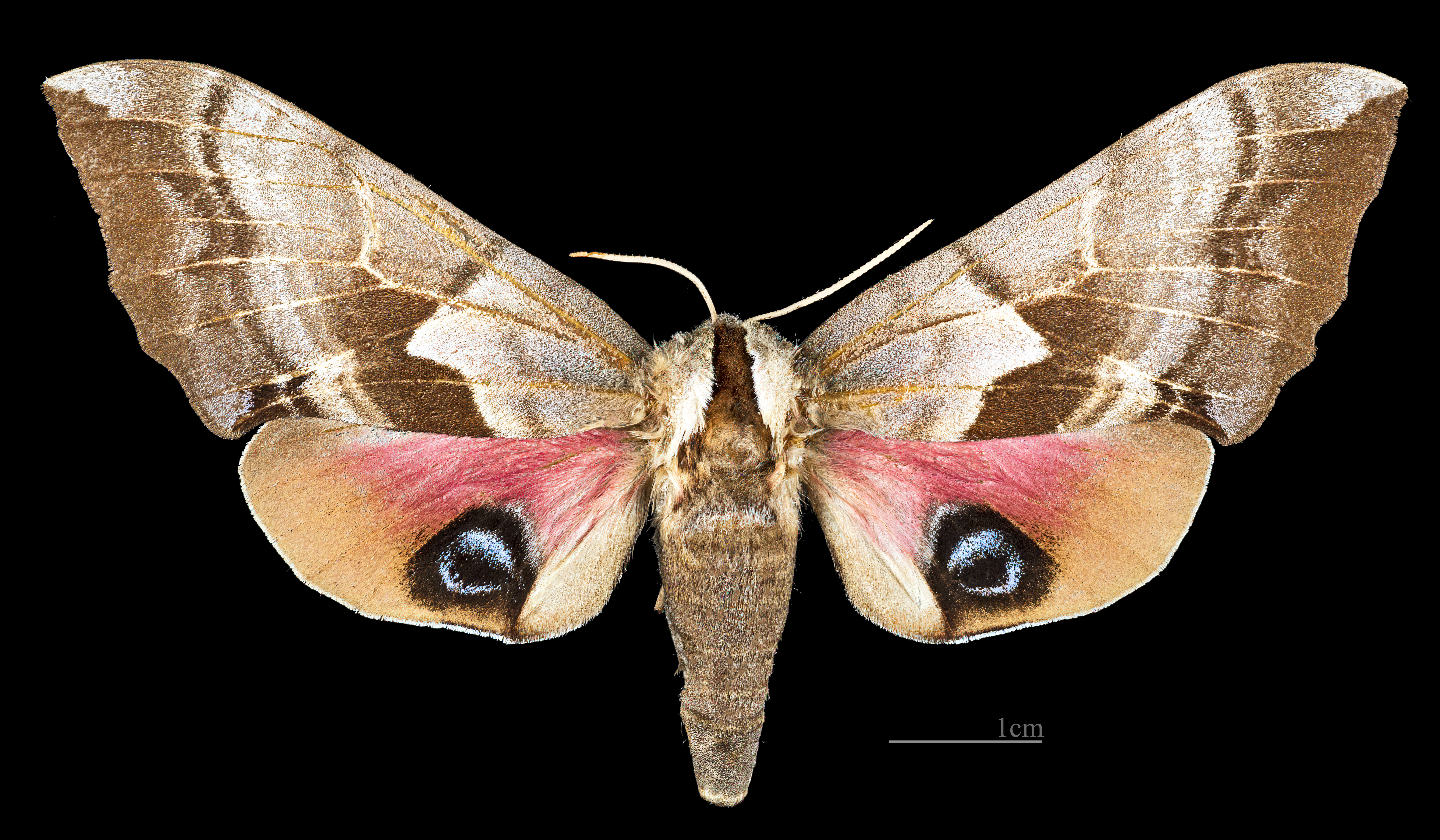
♀
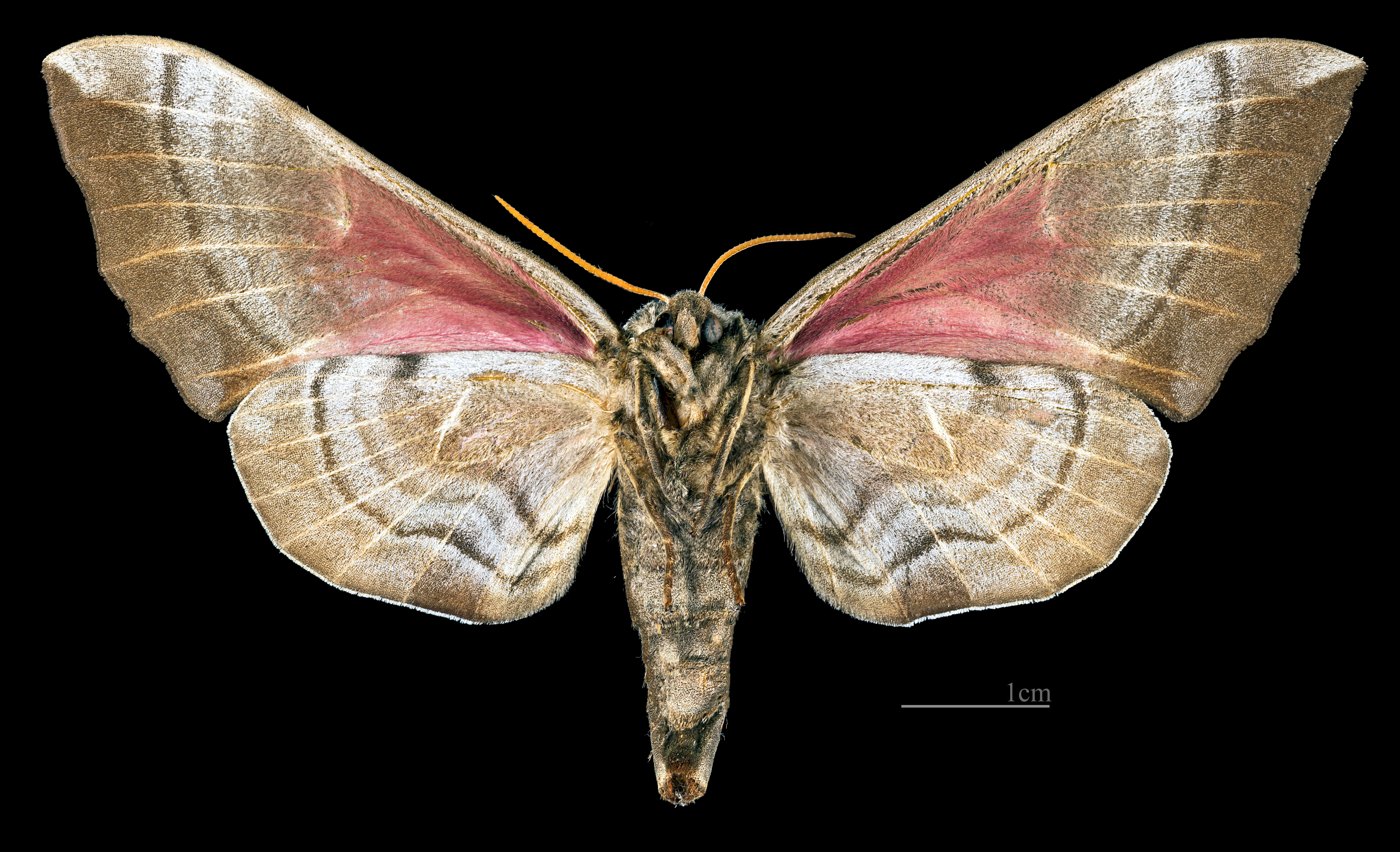
♀ △